# Eudemopsis albopunctata
Eudemopsis albopunctata är en fjärilsart som beskrevs av Liu och Bai 1982. Eudemopsis albopunctata ingår i släktet Eudemopsis och familjen vecklare. Inga underarter finns listade i Catalogue of Life.